# Európa Ifjúsági Fővárosa

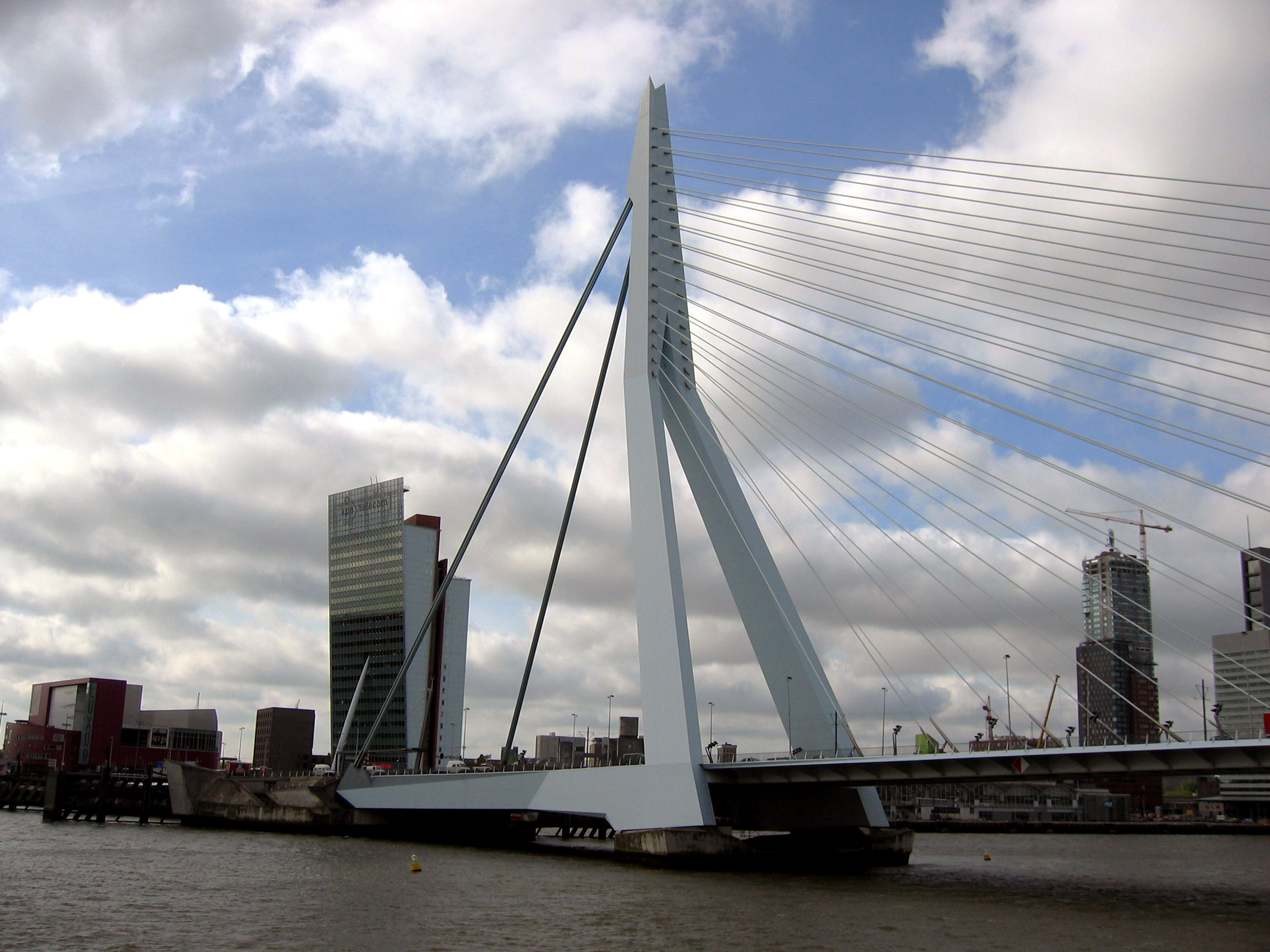
Rotterdam 2009

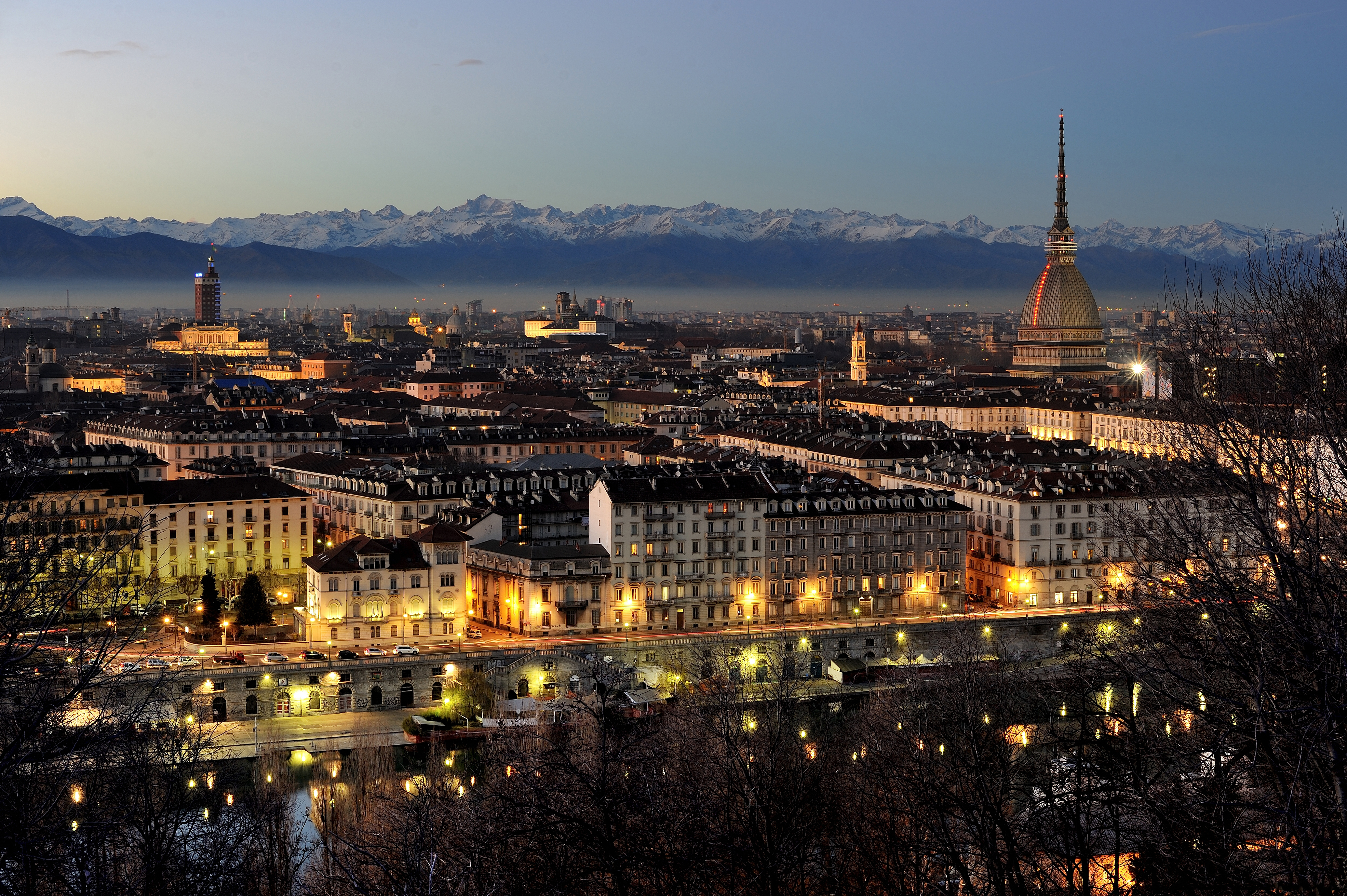
Torino 2010

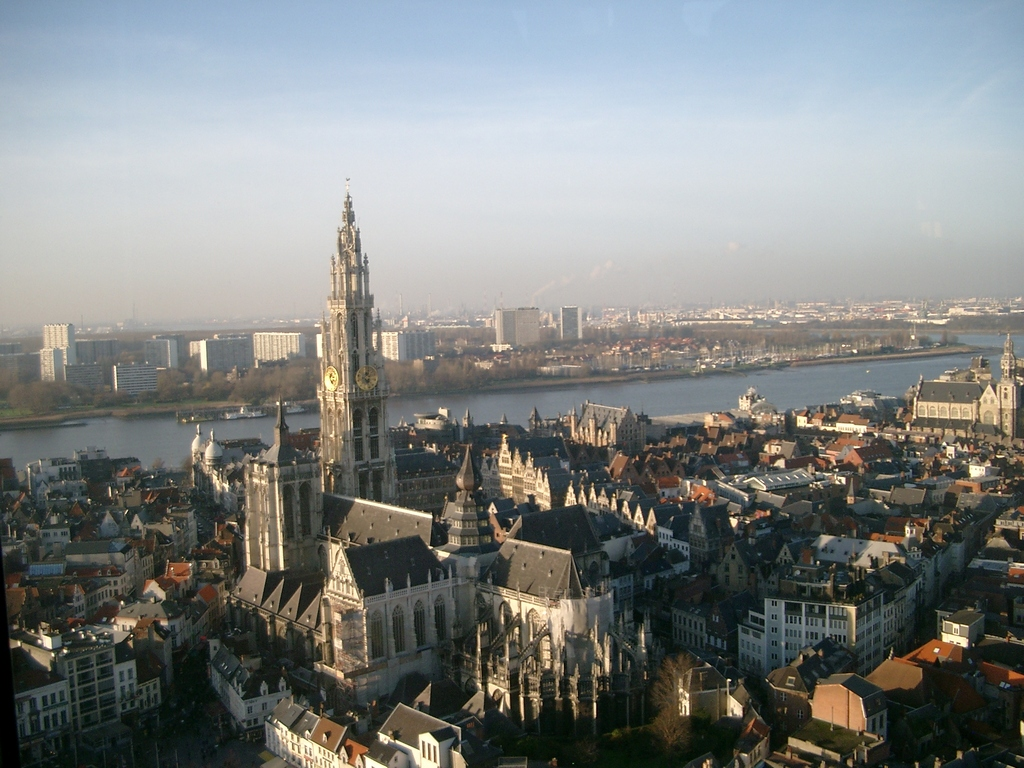
Antwerpen 2011

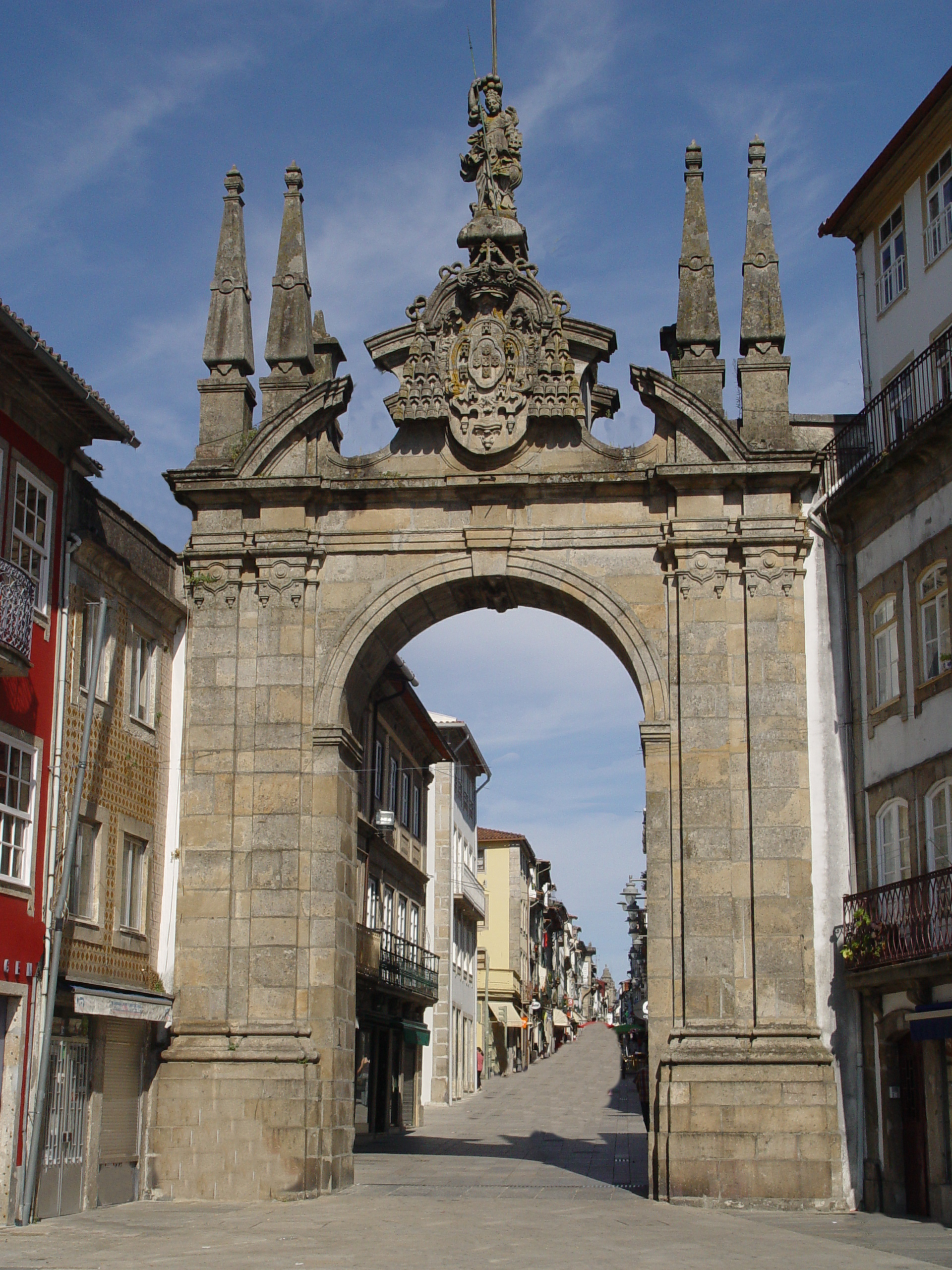
Braga 2012

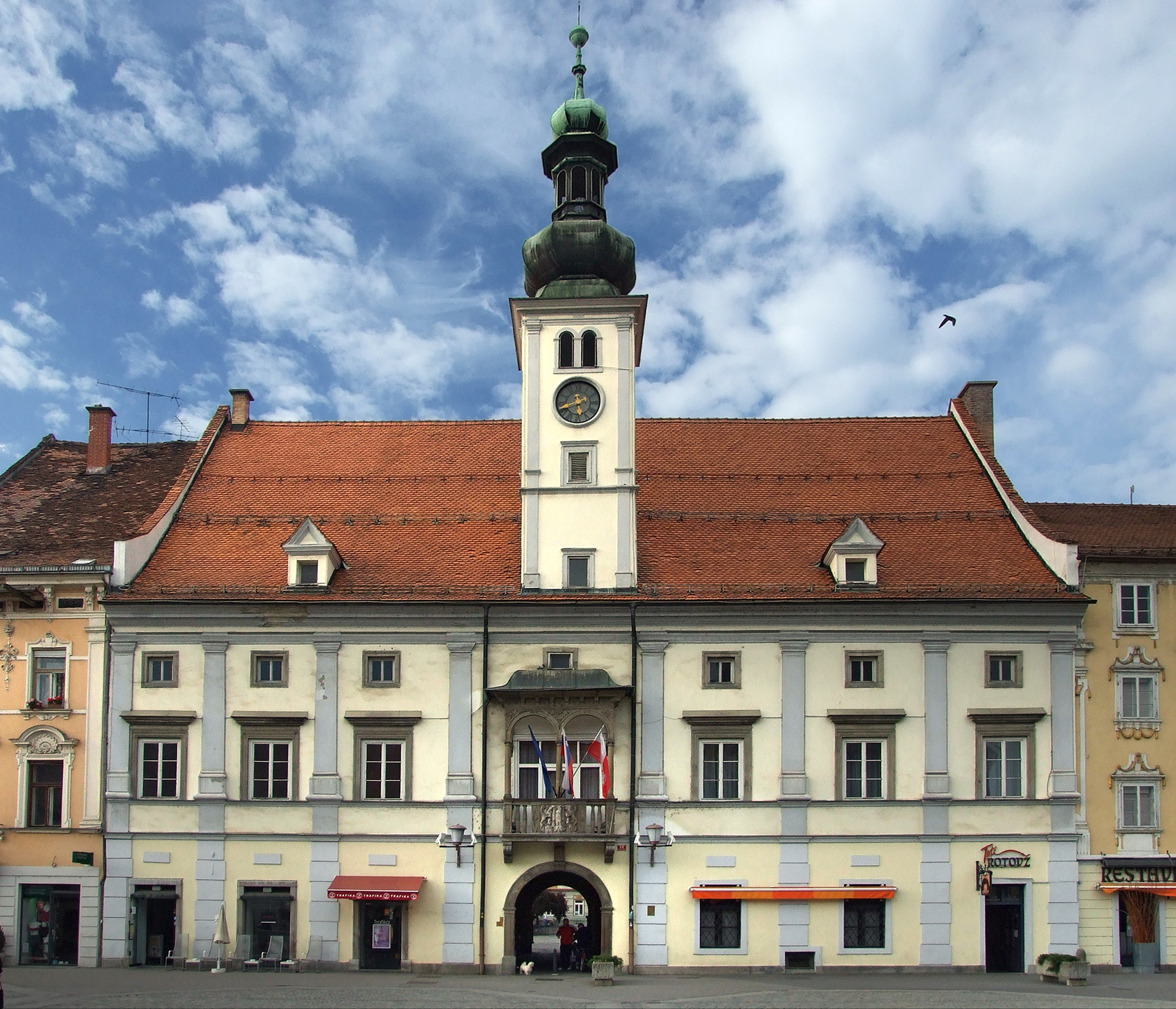
Maribor 2013

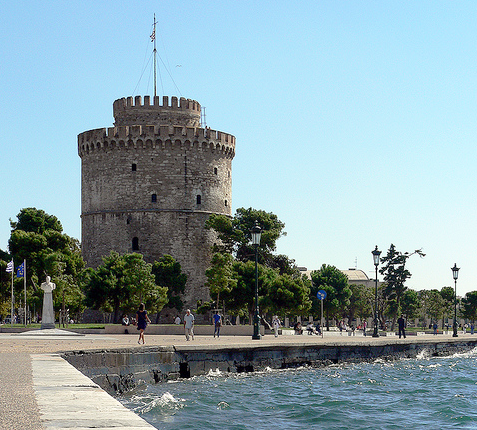
Szaloniki 2014

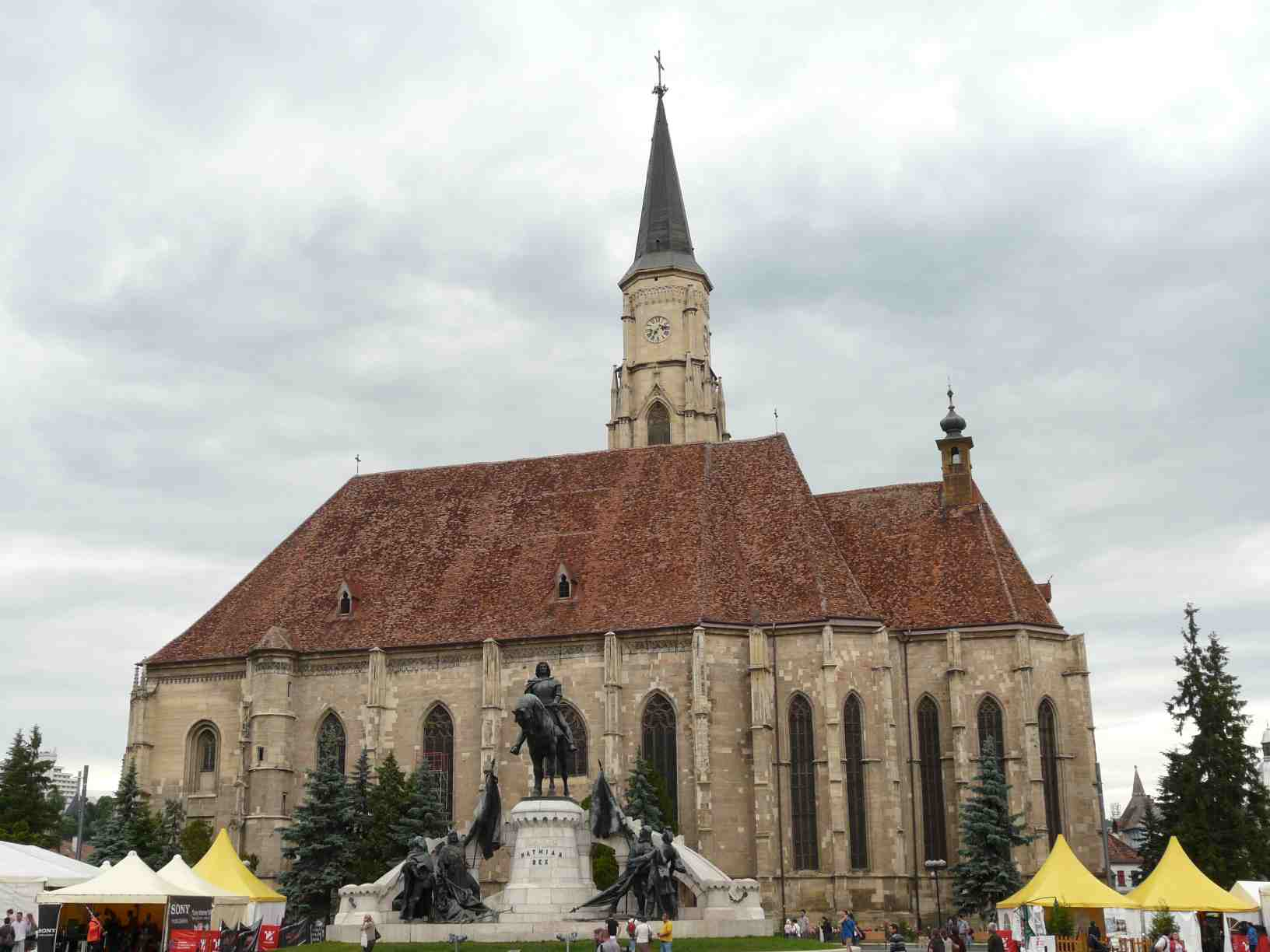
Kolozsvár 2015

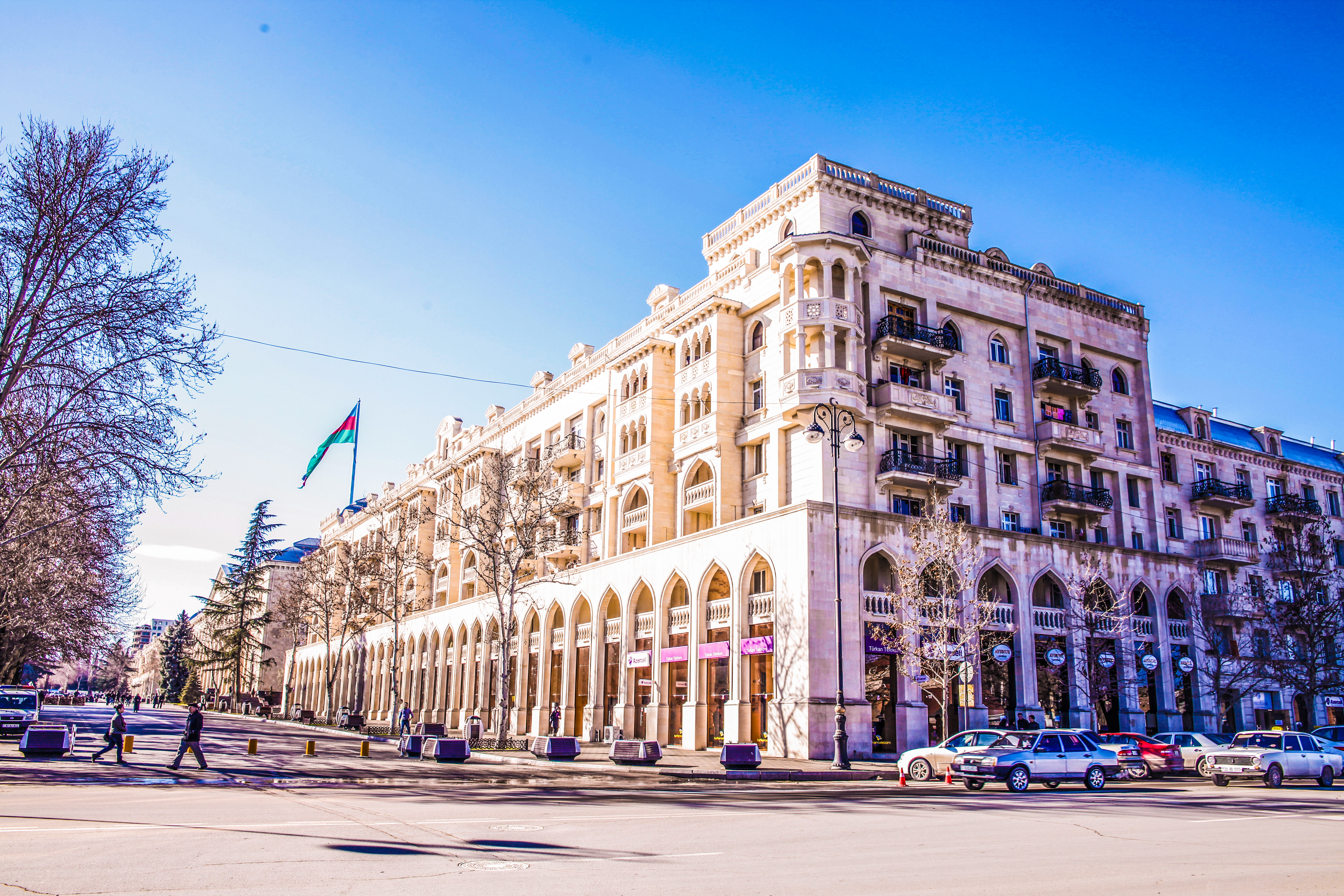
Gandzsa 2016

Az Európa Ifjúsági Fővárosa (European Youth Capital) címet évente ítélik oda valamely európai városnak. Azalatt az egy év alatt, amíg a cím érvényes, a városok bizonyíthatják ifjúság-központúságukat különböző olyan tevékenységek szervezésével, amelyek a város kulturális, szociális, politikai és gazdasági fejlődését segíthetik elő. A cím kiosztására az Európai Ifjúsági Fórum kezdeményezéséből kerül sor. Az első győztes város a 2009-es évre nyerte el a díjat.

## Célok
A díj kiosztásával az a cél, hogy Európa-szintű ifjúsági mozgalmat és együttműködést hozzanak létre a fiatalok között. A szervezők azt is el szeretnék érni, hogy a címben részesülő városban az életszínvonal is fejlődjön, nem csak gazdasági szempontokból, hanem kulturális és szociális téren is. Ugyanakkor a város nevezése, a programok kidolgozása és a szükséges dokumentáció elkészítése a fiatalság feladata, így már a cím elnyerésére való felkészülés is a fiatalok együttműködését igényli. A turizmus fellendülése és a nemzetközi elismerés pedig már csak mindennek a kiegészítését szolgálja.

## A győztes városok
| Év   | Város     | Ország       |
| ---- | --------- | ------------ |
| 2009 | Rotterdam | Hollandia    |
| 2010 | Torino    | Olaszország  |
| 2011 | Antwerpen | Belgium      |
| 2012 | Braga     | Portugália   |
| 2013 | Maribor   | Szlovénia    |
| 2014 | Szaloniki | Görögország  |
| 2015 | Kolozsvár | Románia      |
| 2016 | Gandzsa   | Azerbajdzsán |
| 2017 | Várna     | Bulgária     |
| 2018 | Cascais   | Portugália   |
| 2019 | Újvidék   | Szerbia      |

## Kolozsvár mint Európa Ifjúsági Fővárosa
2015-ben Kolozsvár volt Európa Ifjúsági Fővárosa. Az év során megszervezett programok célja a fiatalság és az ifjúsági szervezetek részvételi szándékának a megerősítése volt, mellyel az szerették volna elérni, hogy a társadalom különböző területeinek aktivitásaiba a fiatalság is bekapcsolódjon, ne csak azon évben, melyben a címet viselte a város, hanem az azt követő évek során is, és ezáltal a fiatalok a társadalom aktív tagjaivá váljanak.

### A program által kitűzött főbb célok
A szervezők a programok által azt szerették volna elérni, hogy a helyi közösség bekapcsolódjék az ifjúsággal kapcsolatos vagy az ifjúságot érintő programokba. Másik cél olyan ifjúsági találkozók és konferenciák szervezése volt, melyek által a város ilyen szempontokból Európa egyik elöljárójává váljon azon évben. Ugyanakkor az ezen évben szervezett programoknak köszönhetően ismertebbé szerették volna tenni Kolozsvárt az európai ifjúság számára, de az is cél volt, hogy az erdélyi város ifjúsága is megismerje és bekapcsolódjék az Európa-szintű együttműködési mozgalmakba. Az eseményeknek emellett gazdasági céljuk is volt, olyan fenntartható pénzügyi eljárások kialakítását célozták meg, melyek által az ifjúsági szervezetek és az általuk szervezett projektek támogatottabbá válnak.

### Share Kolozsvár Föderáció
A címet Kolozsvár önkormányzata kapta meg, a helyi tanács döntése alapján pedig az önkormányzat ezen év alatt együttműködött a Share Kolozsvár Föderációval, melyet 31 kolozsvári ifjúsági szervezet alkotott meg ebből a célból.  Az újonnan alakult szervezet nevében szereplő share (megosztás) a rendezvények mottójává vált. A mottó által hirdetett prioritások:
- Share space (terek megosztása)
- Share culture (kultúra megosztása)
- Share work (munka megosztása)
- Share power (erő megosztása)
- Share joy (vidámság megosztása)
- Share vision (gondolatok és koncepciók megosztása)

## Fordítás
Ez a szócikk részben vagy egészben  az   European Youth Capital című angol Wikipédia-szócikk ezen változatának fordításán alapul.  Az eredeti cikk szerkesztőit annak laptörténete sorolja fel. Ez a jelzés csupán a megfogalmazás eredetét és a szerzői jogokat jelzi, nem szolgál a cikkben szereplő információk forrásmegjelöléseként.